# 三浦義建
三浦 義建（みうら よしたつ、1840年（天保11年7月）- 1890年（明治23年）10月2日）は、明治時代の政治家。衆議院議員（1期）。

## 経歴
もと備後福山藩士。誠之館に学ぶ。長州征討に従軍。戊辰戦争では福山を戦火から守った。福山藩および福山県大参事を経て、1881年（明治14年）深津郡より選ばれて広島県会議員となる。翌年の1882年（明治15年）1月、神石郡長に転じ、同3月、芦田・品治・神石郡長・甲奴郡長に任じた。
1890年（明治23年）7月の第1回衆議院議員総選挙では広島県第9区から出馬し当選するが、在任中に死去した。